# Miroslav Vardić
Miroslav Vardić (Kraljevo, 4 dicembre 1944 – Roden, 7 maggio 2018) è stato un calciatore jugoslavo, di ruolo centrocampista.

## Carriera

### Club
Inizia la sua carriera calcistica nel Dinamo Vranje mentre nel 1966 passa tra le file del Radnički Niš militante in Prva Liga. Nel 1967 passa all'Hajduk Spalato con il quale debutta il 20 agosto dello stesso anno in occasione del match di campionato vinto contro il Vojvodina (1-0). Termina la sua avventura nei Majstori s mora nel 1971 dopo aver vinto il campionato jugoslavo. Successivamente milita per due stagioni in 2. Savezna liga con la casacca del Borovo per poi trasferirsi definitivamente nei Paesi Bassi dove conclude la sua carriera calcistica.

### Nazionale
Il suo debutto con la Jugoslavia risale al 25 giugno 1968, subentra al posto di Dobrivoje Trivić in occasione dell'amichevole persa 0-2 contro il Brasile. La sua seconda nonché ultima partita con i Plavi risale al 27 ottobre dello stesso anno in occasione del match valido per la qualificazione al Mondiale 1970 terminato a reti bianche contro la Spagna.

## Statistiche

### Cronologia presenze e reti in nazionale
| Cronologia completa delle presenze e delle reti in nazionale ― Jugoslavia | Cronologia completa delle presenze e delle reti in nazionale ― Jugoslavia | Cronologia completa delle presenze e delle reti in nazionale ― Jugoslavia | Cronologia completa delle presenze e delle reti in nazionale ― Jugoslavia | Cronologia completa delle presenze e delle reti in nazionale ― Jugoslavia | Cronologia completa delle presenze e delle reti in nazionale ― Jugoslavia | Cronologia completa delle presenze e delle reti in nazionale ― Jugoslavia | Cronologia completa delle presenze e delle reti in nazionale ― Jugoslavia |
| Data                                                                      | Città                                                                     | In casa                                                                   | Risultato                                                                 | Ospiti                                                                    | Competizione                                                              | Reti                                                                      | Note                                                                      |
| ------------------------------------------------------------------------- | ------------------------------------------------------------------------- | ------------------------------------------------------------------------- | ------------------------------------------------------------------------- | ------------------------------------------------------------------------- | ------------------------------------------------------------------------- | ------------------------------------------------------------------------- | ------------------------------------------------------------------------- |
| 25-6-1968                                                                 | Belgrado                                                                  | Jugoslavia                                                                | 0 – 2                                                                     | Brasile                                                                   | Amichevole                                                                | -                                                                         | 46’                                                                       |
| 27-10-1970                                                                | Belgrado                                                                  | Jugoslavia                                                                | 0 – 0                                                                     | Spagna                                                                    | Qual. Mondiali 1970                                                       | -                                                                         |                                                                           |
| Totale                                                                    |                                                                           | Presenze                                                                  | 2                                                                         |                                                                           | Reti                                                                      | 0                                                                         |                                                                           |

## Palmarès

### Club

#### Competizioni nazionali
- Campionato jugoslavo: 1

Hajduk Spalato: 1970-1971